# 33-я пехотная дивизия (Российская империя)
33-я пехотная дивизия — пехотное соединение в составе российской императорской армии
Штаб дивизии: Житомир (1863), Каменец-Подольск (1866), Киев (1914). С 1876 г. входила в состав 12-го армейского корпуса, с 1898 г. — в 21-й армейский корпус.

## История дивизии
Сформирована Высочайшим приказом от 13 августа 1863 года в числе 12 пехотных дивизий (с 23-й по 34-ю) (на формирование которых были обращены полки упразднённых 1-й, 2-й, 3-й и 5-й резервных пехотных дивизий) и передана в состав Киевского военного округа с исключением из подчинения начальнику резервов армейской пехоты. Управление дивизии было сформировано заново.

### Формирование
1863—1918 — 33-я пехотная дивизия

### Боевые действия
В ходе Первой мировой войны дивизия сражалась в ходе Рава-Русской операции 1914 г. Дивизия — активная участница Наревской операции 10 — 20 июля 1915 г. Сражалась в Рижской операции 1917 г.

## Состав дивизии
- 1-я бригада (Киев)
  - 129-й пехотный Бессарабский Е. И. В. Великого Князя Михаила Александровича полк
  - 130-й пехотный Херсонский Е. И. В. Великого Князя Андрея Владимировича полк
- 2-я бригада (Киев)
  - 131-й пехотный Тираспольский полк
  - 132-й пехотный Бендерский полк
- 33-я артиллерийская бригада (Киев)

## Командование дивизии
(Командующий в дореволюционной терминологии означал временно исполняющего обязанности начальника или командира. Должности начальника дивизии соответствовал чин генерал-лейтенанта, и при назначении на эту должность генерал-майоров они оставались командующими до момента своего производства в генерал-лейтенанты).

### Начальники дивизии
- 15.08.1863 — 04.12.1868 — генерал-майор (с 30.08.1863 генерал-лейтенант) Хитрово, Николай Михайлович
- 04.12.1868 — 13.03.1869 — командующий генерал-майор Свиты Е. И. В. Рейбниц, Константин Карлович
- 13.03.1869 — 31.08.1871 — генерал-майор (с 28.03.1871 генерал-лейтенант) барон фон Фиркс, Александр Александрович
- 31.08.1871 — 01.11.1876 — генерал-лейтенант Ванновский, Пётр Семёнович
- 01.11.1876 — 16.08.1880 — генерал-майор Свиты (с 03.10.1878 генерал-лейтенант) Тимофеев, Алексей Алексеевич
- 16.08.1880 — 25.02.1887 — генерал-лейтенант Чемерзин, Алексей Яковлевич
- 11.03.1887 — 23.10.1896 — генерал-майор (с 30.08.1887 генерал-лейтенант) Засс, Фридрих Петрович
- 30.10.1896 — 13.05.1899 — генерал-лейтенант Кононович-Горбацкий, Пётр Викентьевич
- 13.05.1899 — 14.06.1899[7] — генерал-лейтенант Шимановский, Евгений Станиславович
- 05.08.1899 — 16.12.1904 — генерал-майор (с 06.12.1899 генерал-лейтенант) Драке, Людвиг Людвигович
- 25.01.1905 — 16.05.1905 — генерал-майор Грек, Виктор Константинович
- 24.05.1905 — 19.07.1909 — генерал-лейтенант Воронец, Дмитрий Николаевич
- 22.07.1909 — 14.02.1915 — генерал-лейтенант Зегелов, Александр Александрович
- 26.02.1915 — 27.02.1917 — генерал-майор (с 08.01.1916 генерал-лейтенант) Сулькевич, Матвей Александрович
- 05.04.1917 — хх.01.1918 — генерал-майор Скалон, Михаил Николаевич

### Начальники штаба дивизии
- 30.08.1863 — 08.06.1864 — подполковник Папроцкий, Михаил Фёдорович
- 08.06.1864 — хх.хх.1865 — подполковник Адлер, Август Эрнестович
- 16.06.1865 — 19.10.1867 — подполковник Графф, Фёдор Генрихович
- 19.10.1867 — 01.01.1868 — полковник Козен, Александр Фёдорович
- 11.01.1868 — 25.01.1871 — полковник Россет, Феликс Оттович
- 01.02.1871 — 12.05.1871 — подполковник (с 28.03.1871 полковник) Громкау, Николай Иванович
- 12.05.1871 — 25.04.1878 — подполковник (с 30.08.1872 полковник) Троицкий, Пётр Архипович
- подполковник Баранов, Иосиф Гаврилович (временно?)
- 06.05.1878 — 28.04.1887 — полковник Поволоцкий, Иван Максимович
- 01.05.1887 — 03.08.1892 — полковник Бухгольц, Владимир Егорович
- 07.08.1892 — 26.05.1898 — полковник Доможиров, Пётр Петрович
- 13.06.1898 — 09.03.1901 — полковник Глинский, Николай Сергеевич
- 30.03.1901 — 04.03.1904 — полковник Ходорович, Николай Александрович
- 22.03.1904 — 24.05.1907 — полковник Богатко, Николай Иосифович
- 04.06.1907 — 29.12.1909 — полковник Хростицкий, Анатолий Владимирович
- 31.12.1909 — 28.03.1913 — полковник Мельгунов, Михаил Эрастович
- 28.03.1913 — 10.11.1914 — полковник Бредов, Николай-Павел-Константин Эмильевич
- 02.12.1914 — 02.09.1915 — полковник Бреслер, Владимир Петрович
- 20.10.1915 — 17.12.1915 — и. д. полковник Котельников, Александр Андреевич
- 13.01.1916 — 07.06.1917 — полковник (с 06.12.1916 генерал-майор) Сапожников, Николай Павлович
- 17.06.1917 — хх.хх.1917 — полковник (с 24.09.1917 генерал-майор) Елизаров, Николай Степанович
- хх.хх.1917 — хх.хх.1917 — полковник Смирнов, Алексей Владимирович

### Командиры 1-й бригады
Должности бригадных командиров в пехотных и кавалерийских дивизиях на момент формирования 33-й пехотной дивизии в 1863 г. были упразднены. Они были восстановлены 30.08.1873.
- 30.08.1873 — хх.хх.1878 — генерал-майор Корево, Венцеслав Станиславович
- хх.хх.1878 — хх.05.1878 — генерал-майор Назаров, Николай Николаевич
- до 01.07.1878 — хх.хх.1880 — генерал-майор барон Соловьёв, Николай Всеволодович
- 22.03.1880 — 16.02.1885 — генерал-майор Полевой, Сергей Николаевич
- 06.03.1885 — 09.04.1889 — генерал-майор Радзишевский, Пётр Иванович
- 16.04.1889 — 18.08.1895 — генерал-майор Сидоренко, Николай Максимович
- 13.09.1895 — 18.01.1896 — генерал-майор Коцебу, Павел Августович
- 06.02.1896 — 09.01.1902 — генерал-майор Красовский, Владимир Антонович
- 11.02.1902 — 21.05.1903 — генерал-майор Кашталинский, Николай Александрович
- 31.05.1903 — 15.09.1904 — генерал-майор Домбровский, Павел Каэтанович
- 15.09.1904 — 09.10.1906 — генерал-майор Алексеев, Иван Филиппович
- 09.10.1906 — 26.05.1908 — генерал-майор Чижевич, Георгий Владиславович
- 12.07.1908 — 20.07.1910 — генерал-майор Бычинский, Иван Егорович
- 20.07.1910 — 29.07.1914 — генерал-майор Яковлев, Михаил Михайлович
- 05.02.1915 — 03.04.1915 — генерал-майор Яковлев, Михаил Михайлович
- 03.04.1915 — 13.02.1917 — генерал-майор Колен, Константин Константинович

### Командиры 2-й бригады
- 30.08.1873 — 09.10.1873 — генерал-майор Григорьев, Михаил Яковлевич
- 09.10.1873 — 15.10.1876 — генерал-майор Мазараки, Виктор Иванович
- 15.10.1876 — 14.09.1877 — генерал-майор Шелейховский, Александр Кондратьевич
- в сентябре 1877(?) — командующий полковник (с 20.09.1877 генерал-майор) Назимов, Владимир Николаевич
- 25.09.1877 — 21.04.1878 — генерал-майор Дохтуров, Дмитрий Петрович
- 21.04.1878 — 10.11.1884 — генерал-майор Невадовский, Иван Фёдорович
- 10.11.1884 — 09.02.1886 — генерал-майор Кожухов, Дмитрий Дмитриевич
- 16.02.1886 — 31.01.1894 — генерал-майор Длотовский, Константин Михайлович
- 26.02.1894 — 29.04.1898 — генерал-майор Сендецкий, Василий Иванович
- 13.05.1898 — 28.06.1905 — генерал-майор фон Фохт, Николай Александрович
- 09.07.1905 — 19.07.1914 — генерал-майор Белов, Николай Васильевич
- 24.07.1914 — 31.10.1915 — генерал-майор Эфиров, Иван Иванович
- 07.12.1915 — 31.03.1917 — генерал-майор Чернов, Николай Павлович
- 14.04.1917 — хх.хх.хххх — генерал-майор Иванов, Фёдор Фёдорович

### Помощники начальника дивизии
В период с 28 марта 1857 по 30 августа 1873 года помощники начальника дивизии фактически являлись бригадными командирами.
- 30.08.1863 — 03.06.1865 — генерал-майор Клокачёв, Федот Павлович
- 03.06.1865 — 17.06.1865 — генерал-майор Петров, Андрей Николаевич
- 17.06.1865 — хх.хх.1868  — генерал-майор Касюра, Яков Степанович
- 24.03.1868 — 15.04.1870 — генерал-майор Иващенко, Порфирий Алексеевич
- хх.хх.1870 — 22.10.1872[8] — генерал-майор Малиновский, Павел Николаевич
- 22.10.1872 — хх.01.1873 — генерал-майор Симонов, Евгений Алексеевич
- хх.01.1873 — 30.08.1873[9] — генерал-майор Корево, Венцеслав Станиславович

### Командиры 33-й артиллерийской бригады
Бригада сформирована 3 ноября 1863 года.
До 1875 г. должности командира артиллерийской бригады соответствовал чин полковника, а с 17 августа 1875 г. - чин генерал-майора.
- 02.12.1863 — после 15.03.1872 — полковник (с 17.04.1870 генерал-майор) Ольшевский, Пётр Матвеевич
- хх.хх.1872 — 04.09.1878 — полковник (с 01.01.1878 генерал-майор) Висковатов, Николай Александрович
- 04.09.1878 — 26.06.1889 — полковник (с 30.08.1882 генерал-майор) Долгов, Александр Иванович
- 28.06.1889[12] — 17.05.1895 — генерал-майор Фриде, Василий Яковлевич
- 17.05.1895 — 05.12.1899 — генерал-майор Тихобразов, Николай Дмитриевич
- 29.12.1899 — 04.06.1904 — полковник (с 01.01.1900 генерал-майор) Стоянов, Николай Владимирович
- 04.06.1904 — 01.02.1910 — полковник (с 06.12.1905 генерал-майор) Дитерихс, Николай Николаевич
- 26.07.1910 — 19.03.1915 — генерал-майор Деревицкий, Пётр Александрович
- 08.05.1915 — 31.05.1916 — полковник (с 16.05.1915 генерал-майор) Шейдеман, Георгий Михайлович
- 26.06.1916 — хх.хх.хххх — командующий полковник Дешин, Всеволод Васильевич

## Георгиевские кавалеры дивизии
- Кулешов, Василий Иванович